# Grande Prêmio da Espanha de 1998
Resultados do Grande Prêmio da Espanha de Fórmula 1 realizado em Barcelona em 10 de maio de 1998. Quinta etapa do campeonato, foi vencido pelo finlandês Mika Häkkinen, que subiu ao pódio junto a David Coulthard numa dobradinha da McLaren-Mercedes, com Michael Schumacher em terceiro pela Ferrari.

## Classificação da prova

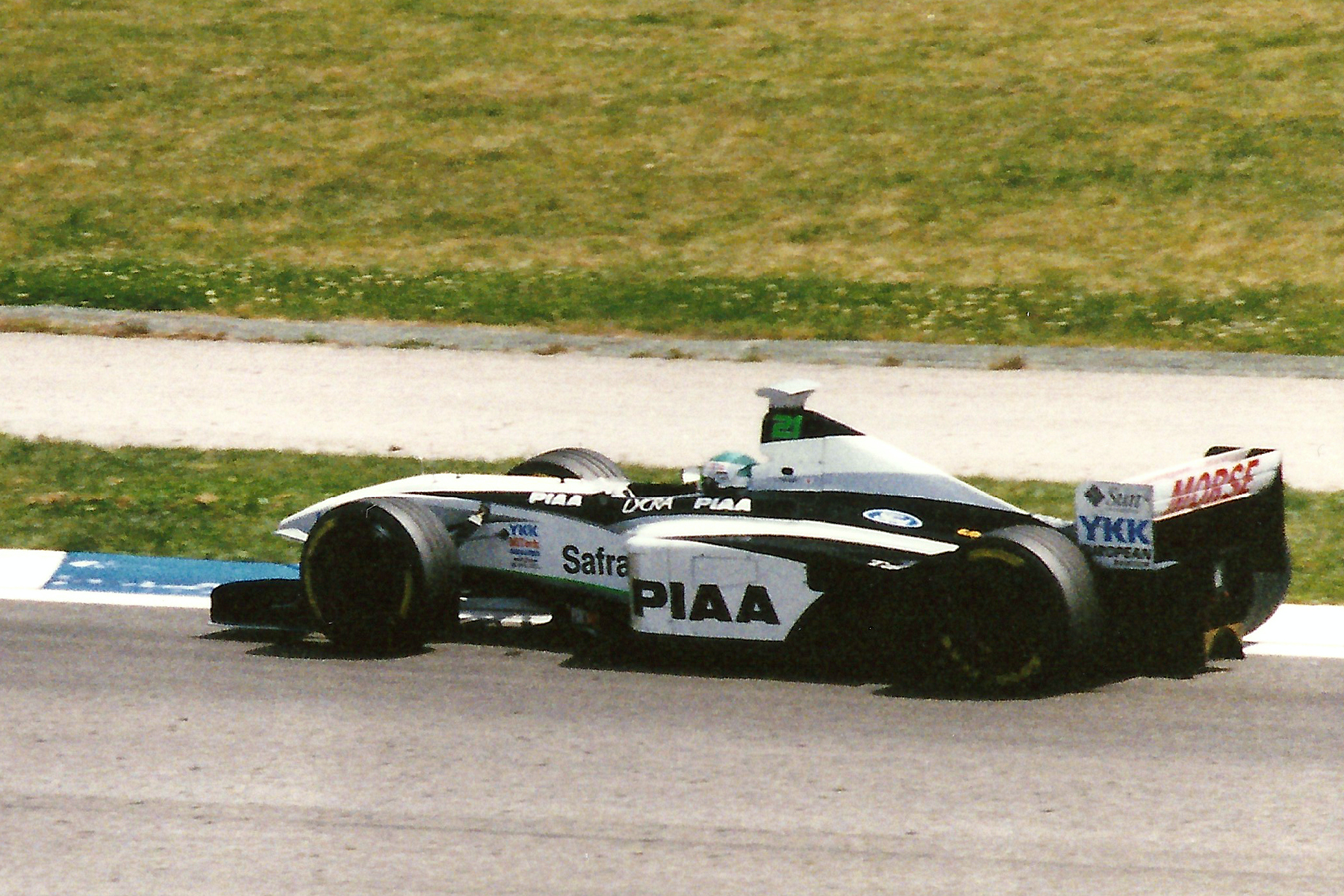
Toranosuke Takagi classificou-se em 21º e último lugar do grid, pois seu companheiro de equipe, Ricardo Rosset, não participou do Grande Prêmio, por uma diferença de 0,065 segundos em relação ao tempo limite de 107% em relação ao pole position.

### Treino oficial
| Pos.                      | Nº | Piloto                | Construtor          | Tempo    | Diferença |
| ------------------------- | -- | --------------------- | ------------------- | -------- | --------- |
| 1                         | 8  | Mika Häkkinen         | McLaren-Mercedes    | 1:20.262 |           |
| 2                         | 7  | David Coulthard       | McLaren-Mercedes    | 1:20.996 | + 0.734   |
| 3                         | 3  | Michael Schumacher    | Ferrari             | 1:21.785 | + 1.523   |
| 4                         | 5  | Giancarlo Fisichella  | Benetton-Playlife   | 1:21.894 | + 1.632   |
| 5                         | 6  | Alexander Wurz        | Benetton-Playlife   | 1:21.965 | + 1.703   |
| 6                         | 4  | Eddie Irvine          | Ferrari             | 1:22.350 | + 2.088   |
| 7                         | 15 | Johnny Herbert        | Sauber-Petronas     | 1:22.794 | + 2.532   |
| 8                         | 9  | Damon Hill            | Jordan-Mugen/Honda  | 1:22.835 | + 2.573   |
| 9                         | 18 | Rubens Barrichello    | Stewart-Ford        | 1:22.860 | + 2.598   |
| 10                        | 1  | Jacques Villeneuve    | Williams-Mecachrome | 1:22.885 | + 2.623   |
| 11                        | 10 | Ralf Schumacher       | Jordan-Mugen/Honda  | 1:22.927 | + 2.665   |
| 12                        | 11 | Olivier Panis         | Prost-Peugeot       | 1:22.963 | + 2.701   |
| 13                        | 2  | Heinz-Harald Frentzen | Williams-Mecachrome | 1:23.197 | + 2.935   |
| 14                        | 14 | Jean Alesi            | Sauber-Petronas     | 1:23.327 | + 3.065   |
| 15                        | 16 | Pedro Paulo Diniz     | Arrows              | 1:23.704 | + 3.442   |
| 16                        | 12 | Jarno Trulli          | Prost-Peugeot       | 1:23.748 | + 3.486   |
| 17                        | 17 | Mika Salo             | Arrows              | 1:23.887 | + 3.625   |
| 18                        | 19 | Jan Magnussen         | Stewart-Ford        | 1:24.112 | + 3.850   |
| 19                        | 23 | Esteban Tuero         | Minardi-Ford        | 1:24.265 | + 4.003   |
| 20                        | 22 | Shinji Nakano         | Minardi-Ford        | 1:24.538 | + 4.276   |
| 21                        | 21 | Toranosuke Takagi     | Tyrrell-Ford        | 1:24.722 | + 4.460   |
| Limite dos 107%: 1:25.880 |    |                       |                     |          |           |
| DNQ                       | 20 | Ricardo Rosset        | Tyrrell-Ford        | 1:25.946 | + 5.684   |
| Fonte:                    |    |                       |                     |          |           |

### Corrida
| Pos.   | Nº | Piloto                | Construtor          | Voltas | Tempo/Diferença | Grid | Pontos |
| ------ | -- | --------------------- | ------------------- | ------ | --------------- | ---- | ------ |
| 1      | 8  | Mika Häkkinen         | McLaren-Mercedes    | 65     | 1:33:37.621     | 1    | 10     |
| 2      | 7  | David Coulthard       | McLaren-Mercedes    | 65     | + 9.439         | 2    | 6      |
| 3      | 3  | Michael Schumacher    | Ferrari             | 65     | + 47.095        | 3    | 4      |
| 4      | 6  | Alexander Wurz        | Benetton-Playlife   | 65     | + 1:02.538      | 5    | 3      |
| 5      | 18 | Rubens Barrichello    | Stewart-Ford        | 64     | + 1 volta       | 9    | 2      |
| 6      | 1  | Jacques Villeneuve    | Williams-Mecachrome | 64     | + 1 volta       | 10   | 1      |
| 7      | 15 | Johnny Herbert        | Sauber-Petronas     | 64     | + 1 volta       | 7    |        |
| 8      | 2  | Heinz-Harald Frentzen | Williams-Mecachrome | 63     | + 2 voltas      | 13   |        |
| 9      | 12 | Jarno Trulli          | Prost-Peugeot       | 63     | + 2 voltas      | 16   |        |
| 10     | 14 | Jean Alesi            | Sauber-Petronas     | 63     | + 2 voltas      | 14   |        |
| 11     | 10 | Ralf Schumacher       | Jordan-Mugen/Honda  | 63     | + 2 voltas      | 11   |        |
| 12     | 19 | Jan Magnussen         | Stewart-Ford        | 63     | + 2 voltas      | 18   |        |
| 13     | 21 | Toranosuke Takagi     | Tyrrell-Ford        | 63     | + 2 voltas      | 21   |        |
| 14     | 22 | Shinji Nakano         | Minardi-Ford        | 63     | + 2 voltas      | 20   |        |
| 15     | 23 | Esteban Tuero         | Minardi-Ford        | 63     | + 2 voltas      | 19   |        |
| 16     | 11 | Olivier Panis         | Prost-Peugeot       | 60     | Motor           | 12   |        |
| Ret    | 9  | Damon Hill            | Jordan-Mugen/Honda  | 46     | Motor           | 8    |        |
| Ret    | 4  | Eddie Irvine          | Ferrari             | 28     | Colisão         | 6    |        |
| Ret    | 5  | Giancarlo Fisichella  | Benetton-Playlife   | 28     | Colisão         | 4    |        |
| Ret    | 17 | Mika Salo             | Arrows              | 21     | Motor           | 17   |        |
| Ret    | 16 | Pedro Paulo Diniz     | Arrows              | 20     | Motor           | 15   |        |
| DNQ    | 20 | Ricardo Rosset        | Tyrrell-Ford        |        | Regra dos 107%  |      |        |
| Fonte: |    |                       |                     |        |                 |      |        |

## Tabela do campeonato após a corrida
| Pos.   | Piloto             | Pontos |
| ------ | ------------------ | ------ |
| 1      | Mika Häkkinen      | 36     |
| 2      | David Coulthard    | 29     |
| 3      | Michael Schumacher | 24     |
| 4      | Eddie Irvine       | 11     |
| 5      | Alexander Wurz     | 9      |
| Fonte: |                    |        |

| Pos.   | Construtor          | Pontos |
| ------ | ------------------- | ------ |
| 1      | McLaren-Mercedes    | 65     |
| 2      | Ferrari             | 35     |
| 3      | Williams-Mecachrome | 14     |
| 4      | Benetton-Playlife   | 10     |
| 5      | Sauber-Petronas     | 4      |
| Fonte: |                     |        |

- Nota: Somente as primeiras cinco posições estão listadas.